# Maringues
Maringues é uma comuna francesa na região administrativa de Auvérnia-Ródano-Alpes, no departamento Puy-de-Dôme. Estende-se por uma área de 22,12 km². Em 2010 a comuna tinha 3 188 habitantes (densidade: 144,1 hab./km²).